# Luis Castillo
Artikeln följer den spanska namnseden; faderns efternamn är Castillo och moderns efternamn Donato.
Luis Antonio Castillo Donato, född den 12 september 1975 i San Pedro de Macorís, är en dominikansk före detta professionell basebollspelare som spelade 15 säsonger i Major League Baseball (MLB) 1996-2010. Castillo var andrabasman.
Castillo debuterade i MLB för Florida Marlins 1996 och var senare med och vann World Series med klubben 2003. Efter en kort sejour i Minnesota Twins såldes han till New York Mets sommaren 2007. Inför säsongen 2011 löstes han ut från sitt kontrakt i förtid. Han fick en chans att ta en plats med Philadelphia Phillies i samma liga, men lyckades inte.
Castillo togs ut till tre all star-matcher och vann Gold Glove Award som bäste defensive andrabasman i National League tre gånger. Han var känd som en mycket snabb spelare och hade två gånger flest stulna baser i National League.

### Webbkällor
- ”Luis Castillo Stats, Video Highlights, Photos, Bio” (på engelska). Major League Baseball. http://mlb.mlb.com/team/player.jsp?player_id=112116. Läst 22 augusti 2013.
- ”Luis Castillo Statistics and History” (på engelska). Baseball-Reference.com. http://www.baseball-reference.com/players/c/castilu01.shtml. Läst 22 augusti 2013.